# Ambasada RP w Islamabadzie
Ambasada Rzeczypospolitej Polskiej w Islamabadzie (ang. Embassy of the Republic of Poland in Islamabad) – polska misja dyplomatyczna w stolicy Pakistanu.

## Struktura placówki
- Referat ds. Polityczno-Handlowych
- Referat ds. Konsularnych
- Referat ds. Administracyjno-Finansowych
- Biuro attache obrony

## Historia
Polska nawiązała stosunki dyplomatyczne z Pakistanem 17 grudnia 1962.